# 金獅花園

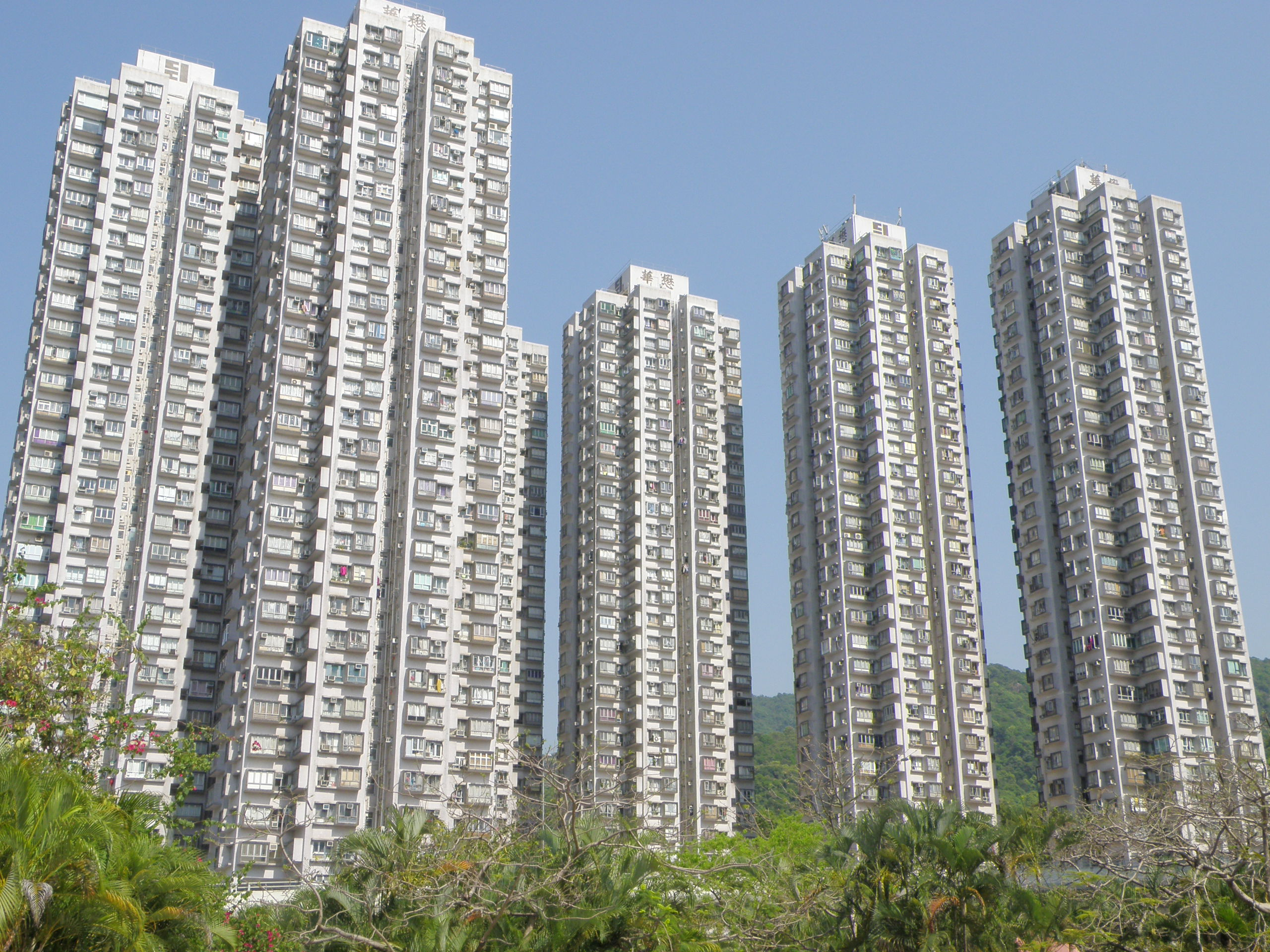
金獅花園二期

金獅花園（英語：Golden Lion Garden）位於香港新界沙田區隔田，分別位於翠田街及隔田街，與隔田村的村屋及田心村的村屋鄰近。由於附近馬路比較少，故此該處環境清幽，從單位可以遠望獅子山及大圍的全景，部分單位更可以遠望望夫石。該屋苑由華懋集團發展，分為2期落成，現時由旗下的金獅管理及銀獅管理分別負責管理第1和第2期。屋苑鄰近新翠商場，圍方，隆亨商場及車公廟，並且鄰近天橋連接大圍站（大約8分鐘）、新翠邨及隆亨邨。

## 住宅
金獅花園一共有兩期，住宅樓群共有13座。單位面積由418呎至522呎不等。
第1期
- 金康閣（A座）
- 金麗閣（B座）
- 金祥閣（C座）
- 金華閣（D座）
- 金輝閣（E座）
- 金豐閣（F座）

第2期
金獅花園第二期的地下則設有遊樂場、花園、小型會所，及健身康樂室。五樓平台也提供了基本設施，包括遊樂場、石春徑、游泳池及涼亭。
- 金富閣（A座）
- 金貴閣（B座）
- 金安閣（C座）
- 金寧閣（D座）
- 金福閣（E座）
- 金滿閣（F座）
- 金冠閣（G座）

## 教育

### 中學
- 沙田崇真中學
- 香港九龍塘基督教中華宣道會鄭榮之中學
- 五育中學
- 沙田官立中學
- 沙田循道衛理中學
- 天主教郭得勝中學
- 保良局朱敬文中學
- 樂善堂楊葛小琳中學
- 博愛醫院陳楷紀念中學

### 小學
- 九龍城浸信會禧年（恩平）小學
- 循理會白普理基金循理小學
- 保良局王賜豪（田心谷）小學
- 東莞工商總會張煌偉小學

### 幼稚園
- 東華三院呂馮鳳紀念幼稚園
- 路德會愛心幼稚園
- 香港基督教女青年會隆亨幼兒學校
- 港九街坊婦女會孫方中幼稚園
- 香港保護兒童會賽馬會學心幼兒學校
- 东华三院马陈景霞幼稚园

## 附近商場
金獅花園居民日常購可以前往就近的新翠邨及隆亨邨，附近有百佳超級市場、萬寧、屈臣氏、惠康超級市場、OK便利店、759阿信屋、7-11便利店、日本城、東亞銀行、中國銀行、新翠街市、隆亨街市。另外，居民平日還到福盈酒家（前身隆亨大酒樓）及敍福樓及大排檔飲食。

## 附近設施

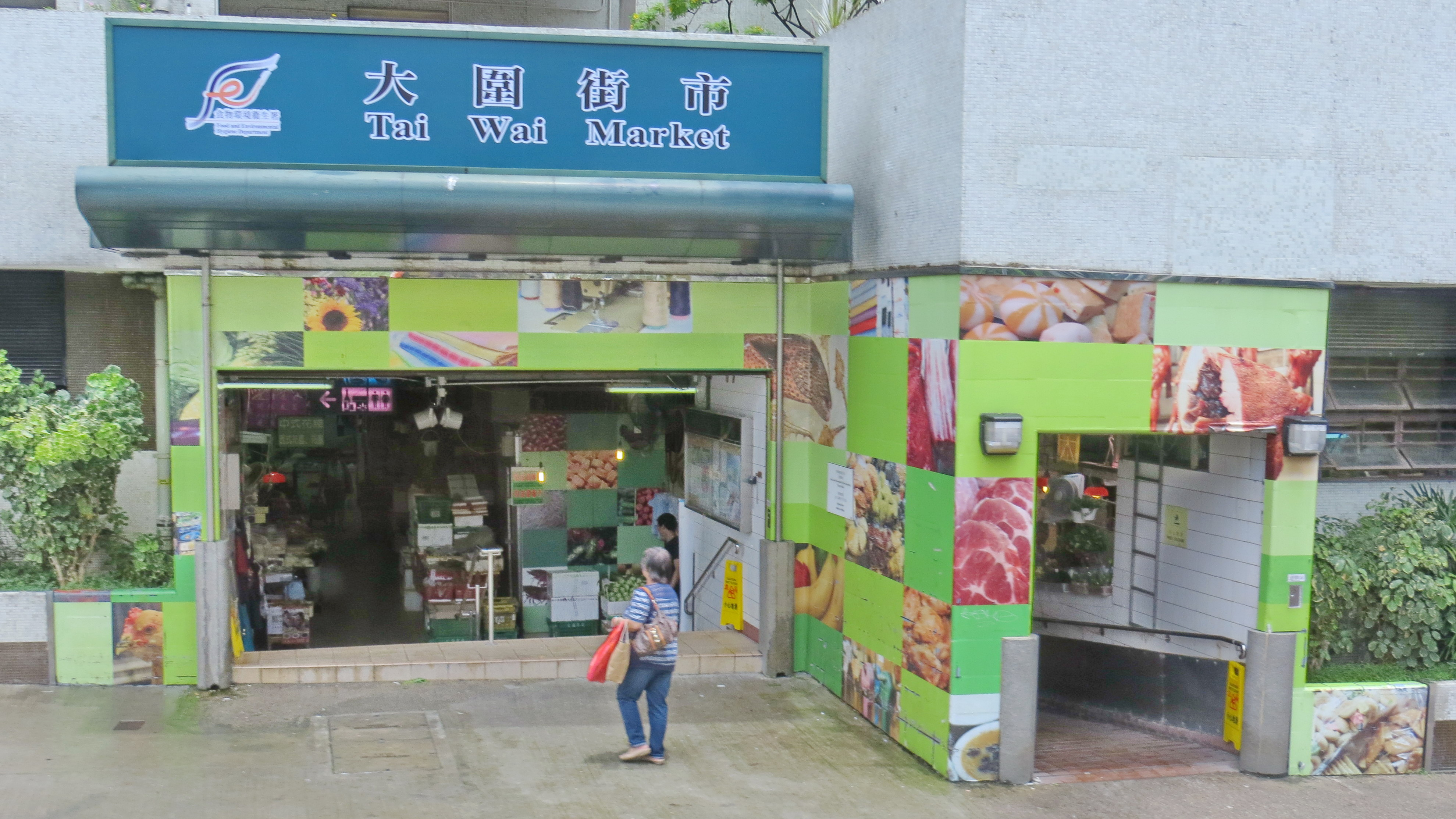
大圍街市

金獅花園鄰近有隔田街遊樂場及新翠邨遊樂場。單車發燒友更可沿單車徑由新翠邨到大埔。
- 沙田車公廟
- 香港文化博物館
- 隆亨街市
- 新翠街市
- 大圍街市